# Vercingetorix
Vercingetorix, född cirka 82 f.Kr., död 46 f.Kr. i Rom, var en gallisk krigare från arvernerstammen i centrala Frankrike.
Vercingetorix enade de annars splittrade galliska stammarna i ett uppror mot de av Julius Caesar ledda romerska trupperna. Efter många mindre strider blev han och hans trupper slutligen omringade vid staden Alesia år 52 f.Kr. Trots att andra galliska trupper försökte undsätta staden besegrades de av romarna i slaget vid Alesia. Vercingetorix kapitulerade inför Caesar och fördes till Rom där han hölls fången i Tullianum i fem år. År 46 f.Kr. visades han upp i Caesars triumftåg. Kort därefter blev han avrättad genom strypning.

## I populärkulturen
- Vercingetorix förekommer även som en figur i den franska serien Asterix.
- Han spelades av Christopher Lambert i filmen Druids från 2001
- Vercingetorix är med i första avsnittet av tv-serien Rome från 2005 där han spelades av Giovanni Calcagno.